# Илија Јовановић Пчињски
Илија Јовановић Пчињски, конспиративно име Часлав. Био је четнички војвода и шеф горског штаба Источног Повардарја, односно командант српских чета околине Куманова, Прешева, Криве Паланке и Кратова за време српске четничке акције у Старој Србији и Македонији.

## Биографија
Родио се у селу Преображењу код Врања 1878. У Врању је завршио основну школу, гимназију у Параћину, два разреда учитељске школе у Београду и подофицирску артиљеријску школу у Крагујевцу. Као млад поручник укључио се у четничку акцију већ 1904. године.

## Горски штаб
Часлав Пчињски, како му је било конспиративно име, није био четнички војвода народног типа као Петко Илић или Мицко Крстић који је само тражио освету и борбу, већ официр-организатор са изграђеном представом о потреби командног ланца, дисциплине и координације међу српским четама. Године 1905. послат је на планину Козјак да створи горски штаб, курирску службу, командни ланац и општу стратегију српских чета. Након примања дужности шефа горског штаба за коју се залагао и коју је сам створио успео је да спречи расуло настало након четничких погибија на Петралици, Бељаковцу, Гуглину и Великој Хочи у пролеће и лето 1905. године. Реорганизовао је и повезао српска села од српске границе до Овчег поља и Криве реке. Под његовом командом биле су чете Ванђела Димитријевића, Крсте Трговишког, Ристе Старачког, Спасе Гарде, Темељка Барјактаревића, Јована Станојковића Довезенског, Косте Пећанца и Ђорђа Ристића Скопљанчета.
Крстарећи планинама изгубио је здравље и већ 1906. морао је да се повуче у Србију на месту шефа штаба заменио га је Михаило Ристић-Џервинац.

## Последње године
Због слабог здравља Илија Јовановић је повучен у Врање 1905. где су његове организаторске способности искоришћене у Извршном одбору српске одбране, граничној команди и магацину српских чета. Болест га је полако изједала све до краја 1913. када је преминуо.